# Chavagnac (Cantal)
Chavagnac (Okzitanisch: Chavanhac) ist eine französische Gemeinde mit 91 Einwohnern (Stand: 1. Januar 2022) im Département Cantal in der Region Auvergne-Rhône-Alpes. Sie gehört zum Arrondissement Saint-Flour und ist Mitglied im Gemeindeverband Communauté de communes Hautes Terres.
Die Erlasse des Präfekten vom 21. September 2016 und vom 21. Oktober 2016 legten mit Wirkung zum 1. Dezember 2016 die Eingliederung von Chavagnac als Commune déléguée zusammen mit den früheren Gemeinden Neussargues-Moissac, Chalinargues, Celles und Sainte-Anastasie zur Commune nouvelle Neussargues en Pinatelle fest. Das Datum der Gemeindegründung wurde nachträglich vom 1. Januar 2017 auf den 1. Dezember 2016 vorverlegt.
Der Erlass des Präfekten vom 16. Juli 2024 legte mit Wirkung zum 1. Januar 2025 die Herauslösung von Chavagnac aus der Commune nouvelle Neussargues en Pinatelle fest. Chavagnac wurde wieder eine selbstständige Gemeinde. Damit wurde faktisch auch die Entlassung von Neussargues-Moissac in die Selbstständigkeit und die Auflösung der Commune Nouvelle beschlossen. Bereits am 19. Juni sprach sich die Mehrheit des Gemeinderats für eine Auflösung der Commune Nouvelle aus.

## Geografie
Chavagnac liegt rund 42 Kilometer nordöstlich von Aurillac und etwa 21 Kilometer nordwestlich von Saint-Flour in der Région naturelle des Cézallier. Das Gemeindegebiet befindet sich am Südrand des Regionalen Naturparks Volcans d’Auvergne. Die wichtigsten Gewässer sind der Lac du Pêcher im Norden und die Bäche Fons Nostre und Chavagnac. Das Zentrum liegt auf etwa 1095 m Höhe.
Umgeben wird Chavagnac von den Nachbargemeinden Vernols im Norden, Chalinargues im Osten, Virargues im Süden sowie Dienne im Westen.

## Bevölkerungsentwicklung
| Chavagnac: Einwohnerzahlen von 1793 bis 2020                                                                               | Chavagnac: Einwohnerzahlen von 1793 bis 2020 | Chavagnac: Einwohnerzahlen von 1793 bis 2020 | Chavagnac: Einwohnerzahlen von 1793 bis 2020 | Chavagnac: Einwohnerzahlen von 1793 bis 2020 |
| --- | -------------------------------------------- | -------------------------------------------- | -------------------------------------------- | -------------------------------------------- |
| Jahr |                                              |                                              |                                              | Einwohner                                    |
| 1793 | 1793                                         |                                              | 601                                          | 601                                          |
| 1800 | 1800                                         |                                              | 298                                          | 298                                          |
| 1806 | 1806                                         |                                              | 516                                          | 516                                          |
| 1821 | 1821                                         |                                              | 548                                          | 548                                          |
| 1831 | 1831                                         |                                              | 495                                          | 495                                          |
| 1836 | 1836                                         |                                              | 491                                          | 491                                          |
| 1841 | 1841                                         |                                              | 493                                          | 493                                          |
| 1846 | 1846                                         |                                              | 495                                          | 495                                          |
| 1851 | 1851                                         |                                              | 469                                          | 469                                          |
| 1856 | 1856                                         |                                              | 449                                          | 449                                          |
| 1861 | 1861                                         |                                              | 421                                          | 421                                          |
| 1866 | 1866                                         |                                              | 404                                          | 404                                          |
| 1872 | 1872                                         |                                              | 388                                          | 388                                          |
| 1876 | 1876                                         |                                              | 366                                          | 366                                          |
| 1881 | 1881                                         |                                              | 362                                          | 362                                          |
| 1886 | 1886                                         |                                              | 373                                          | 373                                          |
| 1891 | 1891                                         |                                              | 364                                          | 364                                          |
| 1896 | 1896                                         |                                              | 322                                          | 322                                          |
| 1901 | 1901                                         |                                              | 334                                          | 334                                          |
| 1906 | 1906                                         |                                              | 326                                          | 326                                          |
| 1911 | 1911                                         |                                              | 275                                          | 275                                          |
| 1921 | 1921                                         |                                              | 255                                          | 255                                          |
| 1926 | 1926                                         |                                              | 273                                          | 273                                          |
| 1931 | 1931                                         |                                              | 303                                          | 303                                          |
| 1936 | 1936                                         |                                              | 290                                          | 290                                          |
| 1946 | 1946                                         |                                              | 227                                          | 227                                          |
| 1954 | 1954                                         |                                              | 210                                          | 210                                          |
| 1962 | 1962                                         |                                              | 173                                          | 173                                          |
| 1968 | 1968                                         |                                              | 133                                          | 133                                          |
| 1975 | 1975                                         |                                              | 122                                          | 122                                          |
| 1982 | 1982                                         |                                              | 144                                          | 144                                          |
| 1990 | 1990                                         |                                              | 129                                          | 129                                          |
| 1999 | 1999                                         |                                              | 94                                           | 94                                           |
| 2006 | 2006                                         |                                              | 102                                          | 102                                          |
| 2013 | 2013                                         |                                              | 108                                          | 108                                          |
| 2020 | 2020                                         |                                              | 99                                           | 99                                           |
| Quelle(n): EHESS/Cassini bis 1999, INSEE ab 2006 Anmerkung(en): Ab 1962 offizielle Zahlen ohne Einwohner mit Zweitwohnsitz |                                              |                                              |                                              |                                              |

## Sehenswürdigkeiten
- Schloss Chavagnac aus dem 15. und 17. Jahrhundert, seit 1991 als Monument historique eingeschrieben
- Denkmal für die Gefallenen

Quelle:

## Verkehr
Chavagnac ist nur über nachgeordnete Departementsstraßen und lokale Landstraßen erreichbar.